# Finanz
Die FINANZ ist eine jährliche Fachmesse für Finanzprodukte, die in Zürich stattfindet. Sie richtet sich ausschliesslich an professionelle und institutionelle Messebesucher und bietet parallel zur Ausstellung ein breites Programm mit Fachleuten aus Wirtschaft, Politik und Wissenschaft. Ursprünglich im Jahr 1999 als FONDS’ / Fondsmesse gegründet, liegt die Organisation und Veranstaltung seit 2018 in den Händen der JHM Finanzmesse AG.

## Geschichte
Die Finanzmesse fand 1999 erstmals unter dem Namen «FONDS’ – Die Messe für Kollektivanlagen 99» im Kongresshaus Zürich statt. Veranstalterin und Organisatorin war die Bevag Better Value AG unter der Leitung von Gregor Johner, Rolf Maurer und Thomas Hinder. Die Veranstaltung war damals eine Publikumsmesse und verzeichnete auf Anhieb 54 Aussteller und 4’000 Besucher. Darunter Aussteller wie: Bloomberg L.P., Credit Suisse, DWS, Fidelity Investments, GAM, Julius Bär, Lombard Odier & Cie, Morgan Stanley, Partners Group, Pictet Fund Management, Sarasin Investmentfonds, Schroders, Vontobel Fonds Services und einige mehr.
Bereits bei der zweiten Durchführung der FONDS’2000, Die Schweizer Finanzmesse, konnte der Veranstalter 66 Aussteller und 10'000 Messebesucher verzeichnen. Im Jahr darauf stieg die Ausstellerzahl auf 100 Aussteller. Programm-Highlights: Keynote Speech von Heiko Thieme, Podiumsdiskussion zum Thema "Investieren Frauen anders?
Anlässlich der FONDS’05 fand neben der Publikumsveranstaltung auch erstmals eine Konferenz für institutionelle/professionelle Anleger statt, die Swiss Finance Conference. Höhepunkte dieser Konferenz waren die Auftritte des Nobelpreisträgers Myron Scholes und des ehemaligen WTO-Direktors Mike Moore.
Im Auftrag des Schweizerischen Verbandes für Strukturierte Produkte SVSP und der SIX Structured Products Exchange AG hat der Veranstalter der FONDS’ Messe ab 2006 die Strukturierte Produkte Messe mit organisiert. Die Strukturierte Produkte Messe fand jeweils im Herbst im Kongresshaus Zürich statt. Namhafte Referenten an der Strukimesse, wie die Strukturierte Produkte Messe von 2006 bis 2014 auch genannt wurde: Hans Tietmeyer, Bert Rürup, Theo Waigel, Marc Faber, Bertrand Piccard, Jim Rogers. In Zusammenarbeit mit der Strukturierte Produkte Messe (mit den Partnern SVSP und SIX) wurde 2008 der «Salon Romand de Finance», in Genf lanciert.
Die FONDS’09 in Zürich fand in einem schwierigen Umfeld, der Finanzkrise, statt. Zahlreiche Aussteller waren von den Auswirkungen der Finanzkrise direkt betroffen. Das Messekonzept wurde seitdem angepasst, sodass der erste Messetag einzig den institutionellen / professionellen Messebesuchern zugänglich war. Aufgrund des gestiegenen Anlegerinteresses wurde zudem ein Immobilienteil in die Messe integriert, die «IMMO’ – Das Immobilien Forum», organisiert von der MV Invest AG, Roland Vögele und Martin Meili. Eine weitere Folge der Finanzkrise war die Einstellung der Schwestermesse «Salon de Finance Romand» in Genf. Auch später wurde die Finanzmesse in Genf nicht wieder aufgenommen.
2015 wurden die Fondsmesse (FONDS’) und die Messe für Strukturierte Produkte zur Finanzmesse FINANZ’ zusammengelegt. Seitdem bildet die Messe den gesamten Finanzsektor mit einem noch breiteren Spektrum an Finanzprodukten ab.
Im Jahr 2018 fokussierte sich die Ausrichtung und erstmals wechselte auch der Standort der Finanzmesse FINANZ’18. Die Messe wurde zu einer reinen Fachmesse und richtete sich an beiden Tagen ausschliesslich an ein Fachpublikum. Die FINANZ’18 fand neu im StageOne in Zürich Oerlikon statt.
Die JHM Finanzmesse AG tritt seit 2001 offiziell als Veranstalterin der Finanzmesse FINANZ’ auf. JHM setzt sich aus den Familiennamen der Gründer Johner, Maurer und Hinder zusammen. Geschäftsführer ist Gregor Johner. 2019 wurde Bernhard Zosso neuer Geschäftsführer und Partner der JHM Finanzmesse AG.
Kurz nach der Durchführung der FINANZ’20 im Januar 2020 brach die COVID-Pandemie aus. Dies hatte zur Folge, dass die Finanzmesse 2021 abgesagt werden musste. Seit der FINANZ’22 findet die Finanzmesse in der Halle 550 und jeweils im Frühjahr statt. Auch den Themen Finance 2.0 / Fintech (seit 2015) und dem Thema Krypto (seit 2022) wurde mit Vorträgen in Zusammenarbeit mit Rino Borini eine Bühne an der Messe geboten.

## Messe
Die Finanzmesse startete 1999 im Kongresshaus Zürich. Seit der FINANZ’20 findet die Finanzmesse in der an das StageOne angrenzenden Halle 550 in Zürich Oerlikon statt.

### Aussteller
An der Finanzmesse präsentieren folgende Unternehmenstypen ihre Produkte und Dienstleistungen: Asset Manager, Fondsgesellschaften, Emittenten von Strukturierten Produkten, Anlagestiftungen, Versicherungen mit Finanzprodukten, Fondsshops, Informationsprovider, Fintech, Blockchain- und Krypto-Dienstleister, Start-ups und generelle Finanzdienstleister.
Die Besucher werden gemäss dem Kollektivanlagegesetz KAG Art. 10 und im Finanzdienstleistungsgesetz Art. 4 definiert.

### Programm
Die Finanzmesse wird jedes Jahr von einem umfangreichen Rahmenprogramm mit namhaften Referenten aus Finanz, Politik, Wirtschaft und Wissenschaft begleitet. Neben dem offiziellen Programm (Roundtables & Keynote Speeches), welches vom Veranstalter organisiert wird, haben die Aussteller die Möglichkeit, an sogenannten Fachpanels teilzunehmen oder eigene Vorträge zu halten.

### Referenten und Themen
Die Messe hat sich über die Jahre verschiedenen Themen gewidmet. Vertreter aus Politik und Wirtschaft, wie z. B. Mark Faber, Hans Kaufmann, Beat Kappeler, Joschka Fischer und Mike Moore, traten als Referenten auf.